# Xavier Pons
Xavier "Xevi" Pons Puigdillers (Vic, 21 januari 1980) is een Spaans rallyrijder.

## Carrière
Xavier Pons begon zijn competitieve carrière in de motorcross en won in 1998 het Spaans nationaal Enduro kampioenschap. Datzelfde jaar nam hij ook deel aan de International Six Days Enduro, waarin hij de junioren trofee won. In 2000 herhaalde hij dit resultaat en in datzelfde jaar en 2001 werd hij runner-up in het Spaans Enduro kampioenschap, naast ook enkele successen op internationaal niveau.

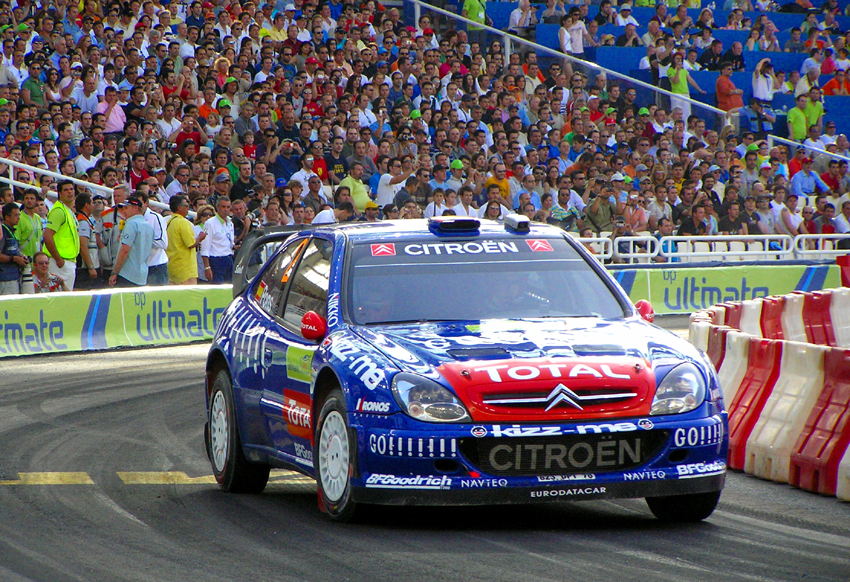
Pons voor Kronos Racing actief met de Citroën Xsara WRC tijdens de Rally van Griekenland in 2006

Xavier Pons maakte uiteindelijk in 2002 zijn debuut in de rallysport. Een jaar later won hij het Spaans gravel kampioenschap in de Groep N klasse. Pons maakte vervolgens de overstap naar het wereldkampioenschap rally, waar hij in het seizoen 2003 zijn opwachting maakte met een Mitsubishi Lancer Evolution in het Production World Rally Championship, en later ook het Junior World Rally Championship met een Fiat Punto S1600. Daarin behaalde hij een aantal goede resultaten (met een zesde plaats in Australië 2004 greep hij ook naar zijn eerste WK-kampioenschapspunten toe), en in het seizoen 2005 maakte hij de overstap naar een World Rally Car. Hij was eerst actief met een Peugeot 206 WRC, voordat hij in de tweede helft van het seizoen ging rijden met een door Kronos Racing geprepareerde Citroën Xsara WRC. Tijdens WK-ronde van Catalonië eindigde hij voor eigen publiek net buiten het podium als vierde algemeen. Voor het daaropvolgende seizoen 2006 werd hij onderdeel van de rijders line-up bij Kronos Racing, die dat jaar de taak overnamen van de officiële fabrieksinschrijving van Citroën, die namelijk een jaar lang sabbatical hielden. Nog steeds actief met de Xsara WRC werd hij hierin de teamgenoot van regerend wereldkampioen Sébastien Loeb en landgenoot Daniel Sordo. Het seizoen verliep niet zonder hort of stoot, en pas in de tweede helft van het seizoen werd Pons constanter in het scoren van kampioenschapspunten (onder meer met een reeks vierde plaatsen). Deze bemoedigende optredens bracht hem echter niet het gehoopte fabriekscontract voor het seizoen 2007, die in dit geval ging naar Sordo.

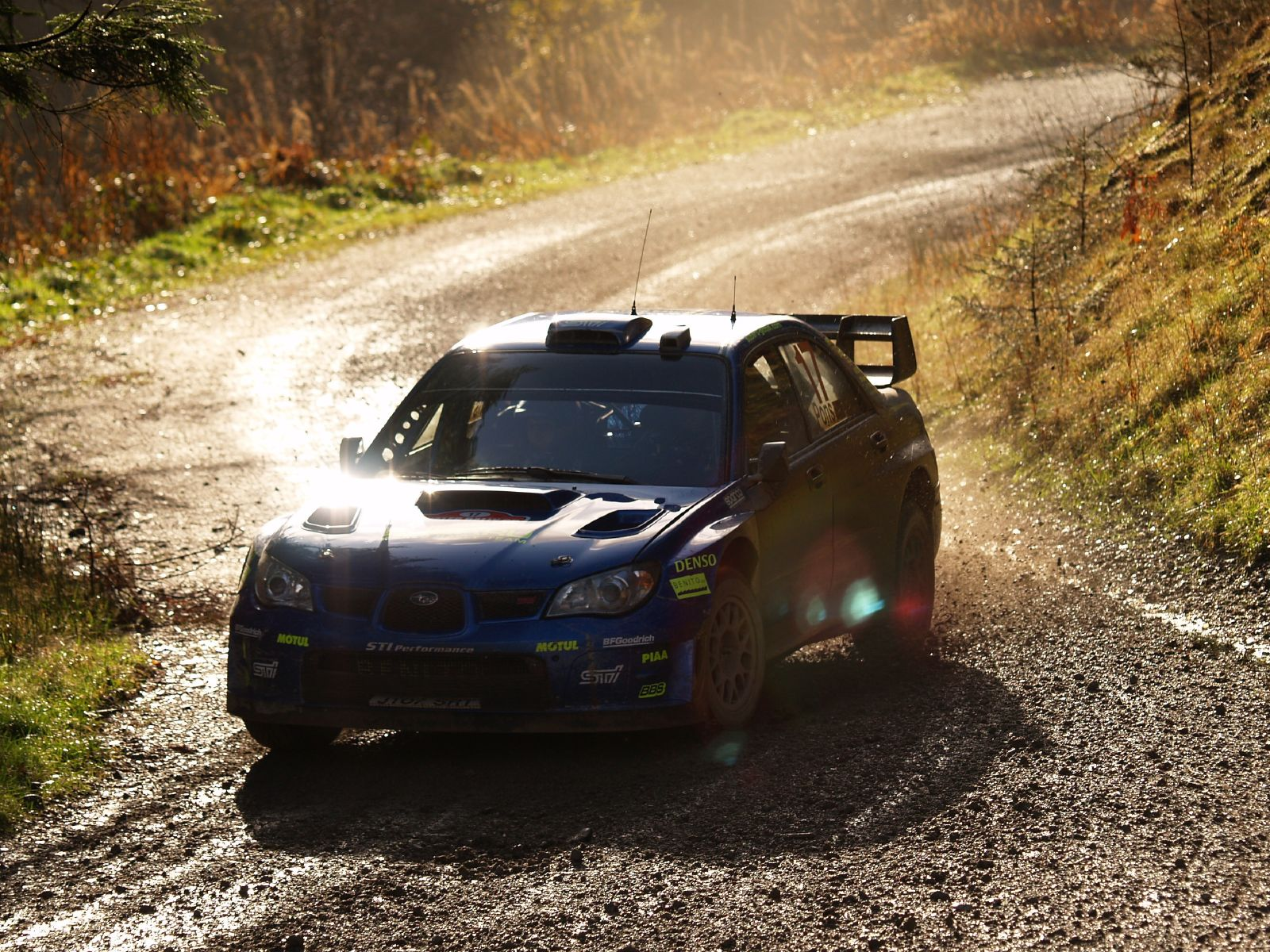
Pons als fabrieksrijder bij Subaru in Groot-Brittannië 2007

Pons maakte in 2007 enkele onsuccesvolle optredens in een Mitsubishi Lancer WRC, voordat hij in de tweede helft van het seizoen een terugkeer maakte bij Subaru, als derde rijder naast Petter Solberg en Chris Atkinson. Zijn beste resultaat wist hij gelijk neer te zetten in zijn debuutrally voor het team in Finland, waar hij als zesde eindigde. Ondanks dat er een optie open bleef voor nog een jaar, keerde Pons na afloop van het seizoen niet meer terug bij Subaru en verdween vervolgens ook enige tijd van het WK rally podium. Een terugkeer kwam er echter aan de start van het seizoen 2010, toen Pons een van de rijders was die deelnam aan het nieuwe Super 2000 World Rally Championship. Hij was hierin actief met een Ford Fiesta S2000. Pons won dat jaar twee keer in zijn categorie en behaalde tevens met drie top tien resultaten ook punten voor het algemeen kampioenschap. Hij greep uiteindelijk naar de titel tijdens de laatste ronde in Groot-Brittannië, waar zijn concurrenten Jari Ketomaa en Patrik Sandell door uiteenlopende redenen geen dreiging meer vormden.
In 2011 keerde Pons terug op de Spaanse rallypaden, nog altijd achter het stuur van een Fiesta S2000. In 2012 en 2013 won Pons met een Mitsubishi Lancer het Spaans kampioenschap op onverhard (hij deed dit overigens als eerder in 2008). Pons is in 2014 met een aantal optredens in een Ford Fiesta R5 teruggekeerd in het WK rally.

## Complete resultaten in het wereldkampioenschap rally

### Overzicht van deelnames
| Seizoen | Inschrijving                | Auto                       | 1      | 2      | 3      | 4      | 5      | 6      | 7      | 8      | 9      | 10     | 11     | 12     | 13     | 14     | 15     | 16     | Pos. | Punten |
| ------- | --------------------------- | -------------------------- | ------ | ------ | ------ | ------ | ------ | ------ | ------ | ------ | ------ | ------ | ------ | ------ | ------ | ------ | ------ | ------ | ---- | ------ |
| 2003    | Xavier Pons                 | Mitsubishi Lancer Evo V    | MON    | ZWE 52 | TUR    | NZL    | ARG    | GRI    | CYP    | DUI    |        |        |        |        |        |        |        |        | -    | 0      |
| 2003    | Xavier Pons                 | Mitsubishi Lancer Evo VII  |        |        |        |        |        |        |        |        | FIN NF | AUS    | ITA    | FRA NF | SPA 15 | GBR 22 |        |        | -    | 0      |
| 2004    | Xavier Pons                 | Fiat Punto S1600           | MON NF |        |        |        |        | GRI 16 | TUR NF |        | FIN 28 |        |        | GBR 24 | ITA NF |        |        |        | 23   | 3      |
| 2004    | Xavier Pons                 | Mitsubishi Lancer Evo VIII |        |        |        |        |        |        |        |        |        | DUI 15 | JPN    |        |        |        |        | AUS 6  | 23   | 3      |
| 2004    | Xavier Pons                 | Mitsubishi Lancer Evo VII  |        | ZWE 46 | MEX 16 | NZL 16 | CYP    |        |        | ARG NF |        |        |        |        |        | FRA 12 |        |        | 23   | 3      |
| 2004    | Xavier Pons                 | Renault Clio S1600         |        |        |        |        |        |        |        |        |        |        |        |        |        |        | SPA NF |        | 23   | 3      |
| 2005    | Bozian Racing               | Peugeot 206 WRC            | MON NF |        | MEX 10 |        | ITA NF |        |        |        |        |        |        |        |        |        |        |        | 16   | 7      |
| 2005    | Xavier Pons                 | Mitsubishi Lancer Evo VIII |        | ZWE 38 |        | NZL 13 |        | CYP 34 | TUR 17 |        |        |        |        |        |        |        |        |        | 16   | 7      |
| 2005    | OMV World Rally Team        | Citroën Xsara WRC          |        |        |        |        |        |        |        | GRI 10 | ARG 10 | FIN 12 | DUI 9  | GBR 11 | JPN    | FRA 7  | SPA 4  | AUS NF | 16   | 7      |
| 2006    | Kronos Total Citroën W.R.T. | Citroën Xsara WRC          | MON 9  | ZWE 7  | MEX NF | SPA NF | FRA 6  | ARG 17 | ITA 4  | GRI 8  | DUI 14 | FIN NF | JPN    | CYP 7  | TUR 4  | AUS 4  | NZL 4  | GBR 5  | 7    | 32     |
| 2007    | MMSP Ltd.                   | Mitsubishi Lancer WRC 05   | MON 25 | ZWE NF |        |        |        |        |        |        |        |        |        |        |        |        |        |        | 17   | 4      |
| 2007    | Xavier Pons                 | Mitsubishi Lancer WRC 05   |        |        | NOR 16 | MEX    | POR    | ARG    | ITA    | GRI    |        |        |        |        |        |        |        |        | 17   | 4      |
| 2007    | Subaru World Rally Team     | Subaru Impreza WRC2007     |        |        |        |        |        |        |        |        | FIN 6  | DUI 18 | NZL NF | SPA 9  | FRA 8  | JPN 35 | IER NF | GBR 9  | 17   | 4      |
| 2010    | Nupel Global Racing         | Ford Fiesta S2000          | ZWE    | MEX 8  | JOR 10 | TUR    | NZL 10 | POR 12 | BUL    | FIN    | DUI 15 | JPN    | FRA 15 | SPA    | GBR 13 |        |        |        | 15   | 6      |
| 2011    | RMC Motorsport              | Mitsubishi Lancer Evo X    | ZWE    | MEX    | POR    | JOR    | ITA    | ARG    | GRI    | FIN    | DUI    | AUS    | FRA    | SPA NF | GBR    |        |        |        | -    | 0      |
| 2014*   | Xavier Pons                 | Mitsubishi Lancer Evo X    | MON    | ZWE    | MEX    | POR    | ARG    | ITA 22 | POL    | FIN    |        |        |        |        |        |        |        |        | -    | 0      |
| 2014*   | ACSM Rallye Team            | Ford Fiesta R5             |        |        |        |        |        |        |        |        | DUI 12 | AUS    | FRA 20 | SPA    | GBR    |        |        |        | -    | 0      |

* Seizoen loopt nog.